# Wolfgang Ludwig (Botaniker)
Wolfgang Ludwig (* 27. März 1923 in Köln; † 11. Oktober 2013 in Marburg) war ein deutscher Botaniker. Sein offizielles botanisches Autorenkürzel lautet „W.Ludw.“.

## Leben
Bereits in seiner Kindheit gelangte Wolfgang Ludwig mit dem Umzug der Eltern nach Hessen und verbrachte die Schulzeit in Frankfurt am Main. Er studierte, unterbrochen von Kriegsdienst und einer Dienstverpflichtung als wissenschaftliche Hilfskraft bei der von Reinhold Tüxen geleiteten Zentralstelle für Vegetationskartierung, an der Goethe-Universität Frankfurt und an der Philipps-Universität Marburg. Im Jahr 1949 übernahm er die Funktion des Kustos am Botanischen Garten Marburg (ab 1967 Oberkustos). 1950 heiratete er Margot Seibel; aus der Ehe gingen drei Kinder hervor. Auch nach seiner Pensionierung 1988 blieb Ludwig in Marburg.

## Wissenschaftliche Tätigkeit
Zusätzlich zu den breit angelegten taxonomisch-systematischen Aufgaben als Kustos beschäftigte sich Wolfgang Ludwig unter anderem mit der Halophytenvegetation und mit der Dorfflora in Hessen. Für zahlreiche schwer bestimmbare oder von anderen Botanikern übersehene Arten hat Ludwig, der für seine hervorragenden Kenntnisse und sorgfältigen Analysen bekannt war, ihr Vorkommen in Hessen neu oder erstmals sicher nachgewiesen, darunter Dorycnium herbaceum, Glyceria declinata und Epilobium adenocaulon.
Ludwig wirkte mehr als fünf Jahrzehnte lang maßgeblich im Schriftleitungsausschuss der Zeitschrift Hessische Floristische Briefe. Er lehnte eine Ernennung zum Professor an der Philipps-Universität Marburg ab. Im Lauf seiner wissenschaftlichen Karriere publizierte Ludwig mehr als 220 Arbeiten, die Mehrheit davon in den Hessischen Floristischen Briefen.